# Jagirs Chaubis
Els jagirs Chaubis foren una sèrie d'estats natius de l'Índia, que posseïen en jagir diverses branques de la família Chaube o Chaubi (dels jijothia bramans) i per això foren coneguts com els Chaubis o jagirs Chaubis (anglès Chaube Jagirs). Depenien de l'agent polític de Baghelkhand. El 1901 els formaven els següents cinc estats:
- Paldeo
- Pahra
- Taraon
- Bhaisaunda
- Kamta Rajaula

La població el 1881 era de 21.620, el 1891 de 23.300 i el 1901 de 20.711. Tenien 69 pobles.
Les primeres terres de la família foren a Dadri, prop del cantonment de Nowgong. La seva habilitat pel servei els va posar a les ordes de Raja Chhatarsal de Panna amb el que van adquirir elevades posicions. Els posseïdors dels quatre primers estats eren descendents de Ram Kishan que fou governador de Kalinjar sota Raja Hirde Sah de Panna. Quan Ali Bahadur nawab de Banda va envair Bundelkhand, Ram Kishan es va apoderar de la fortalesa de Kalinjar i va resistir durant deu anys els intents del nawab d'expulsar-lo. Quan es va establir la sobirania britànica Kalinjar estava dominada pels fills de Ram Kishan que originalment eren set però el més gram Baldeo, havia mort i el fill petit Daryau Singh era el que tenia el comandament. El 1812 el govern britànic els va concedir un sanad reconiexent la possessió a Daryau Singh i els seus germans. Daryau es va oposar als britànics i va fomentar disturbis al país i el 16 de gener de 1812 el fort de Kalinjar fou assaltat pel coronel Martindell; però l'assalt va fracassar i Daryau finalment va acceptar la rendició a canvi que diverses terres foren assignades als seus parents a canvi de les que ell posseïa; aquesta condició fou acceptada; el repartiment fou laboriós; cada príncep tenia aspiracions diferents; es van haver de concedir sanads separats a cadascun i un més a Copal Lai Kayasth, que havia estat el wakil de la família; noves disputes van esclatar el 1817. El 1862 els jagirdars van rebre sanad permetent l'adopció. La regla successòria era que a manca d'hereus biològics o adoptius el principat extingit es repartia entre tots els altres membres. Inicialment es van crear nou principats però el 1839 ja s'havien extingit dos; el 1855 es va confiscar un estat (per complicitat del sobirà en un assassinat) i el 1864 se'n va extingir una altra i en van quedar només cinc.